# Trachymene subvelutina
Trachymene subvelutina är en flockblommig växtart som beskrevs av Dc. Trachymene subvelutina ingår i släktet Trachymene och familjen flockblommiga växter. Inga underarter finns listade i Catalogue of Life.